# Rio Clam (Michigan)
O rio Clam tem 51.1 mi (82.2 km) e é um afluente do rio Muskegon nos condados de Wexford, Missaukee e Clare, no estado americano de Michigan.